# Enquin-sur-Baillons
Enquin-sur-Baillons est une commune française située dans le département du Pas-de-Calais en région Hauts-de-France. Ses habitants sont appelés les Enquinois.
La commune fait partie de la communauté de communes du Haut Pays du Montreuillois qui regroupe 49 communes et compte 15 703 habitants en 2021.
La commune est initiatrice du renouveau de la culture du cresson dans le montreuillois.

## Géographie

### Localisation
Localisée dans l'ouest du département du Pas-de-Calais, à 18 km de la Côte d'Opale, Enquin-sur-Baillons est une commune de la vallée de la  Course située, à vol d'oiseau, à 12 km au nord-est de la commune de Montreuil-sur-Mer (chef-lieu d'arrondissement).
Le territoire de la commune est limitrophe de ceux de trois communes.
Les communes limitrophes sont Bezinghem, Preures et Beussent.

### Géologie et relief
La superficie de la commune est de 4,98 km2 ; son altitude varie de 46  à   151 m.

### Hydrographie
Le territoire de la commune est situé dans le bassin Artois-Picardie.
La commune est traversée, à l'ouest de son territoire, par la Course, un cours d'eau d'une longueur de 24,72 km, qui prend sa source dans la commune de Doudeauville et se jette dans La Canche au niveau de la commune d'Attin, et par le Baillons, cours d'eau d'une longueur de 9,57 km, qui prend sa source dans la commune d'Hucqueliers et se jette dans la Course ou Canche au niveau de la commune de Beussent.

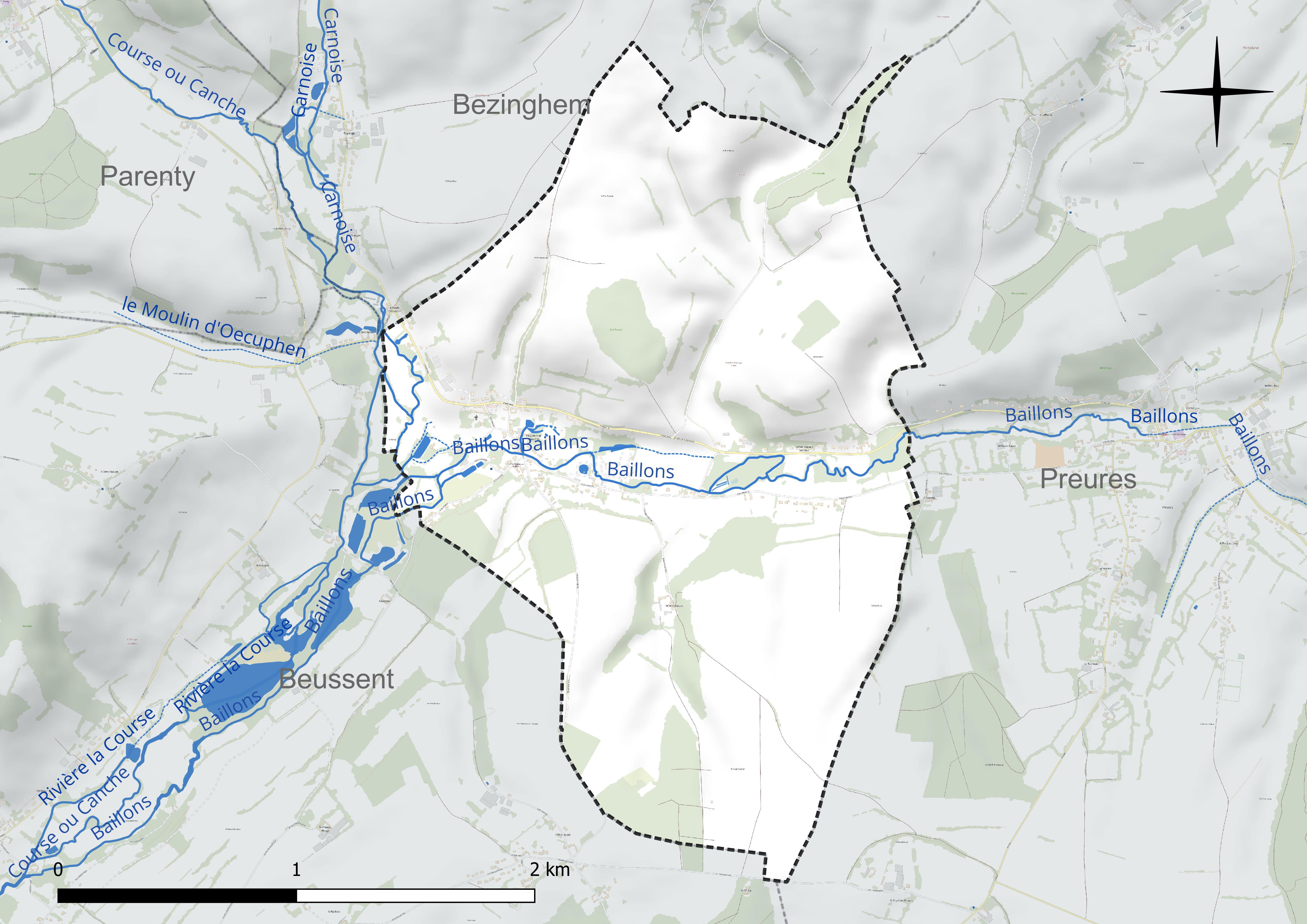
Réseau hydrographique d'Enquin-sur-Baillons.

### Climat
Pour des articles plus généraux, voir Climat des Hauts-de-France et Climat du Pas-de-Calais.
En 2010, le climat de la commune est de type climat océanique franc, selon une étude du CNRS s'appuyant sur une série de données couvrant la période 1971-2000. En 2020, Météo-France publie une typologie des climats de la France métropolitaine dans laquelle la commune est exposée à un climat océanique et est dans la région climatique Côtes de la Manche orientale, caractérisée par un faible ensoleillement (1 550 h/an) ; forte humidité de l’air (plus de 20 h/jour avec humidité relative > 80 % en hiver), vents forts fréquents.
Pour la période 1971-2000, la température annuelle moyenne est de 10,3 °C, avec une amplitude thermique annuelle de 13,2 °C. Le cumul annuel moyen de précipitations est de 823 mm, avec 13,3 jours de précipitations en janvier et 8,4 jours en juillet. Pour la période 1991-2020, la température moyenne annuelle observée sur la station météorologique la plus proche, située sur la commune de Nielles-lès-Bléquin à 18 km à vol d'oiseau, est de 10,6 °C et le cumul annuel moyen de précipitations est de 976,9 mm,. Pour l'avenir, les paramètres climatiques de la commune estimés pour 2050 selon différents scénarios d'émission de gaz à effet de serre sont consultables sur un site dédié publié par Météo-France en novembre 2022.

### Paysages
Pour un article plus général, voir Paysage en France.
La commune est située dans le « paysage montreuillois » tel que défini dans l’atlas des paysages de la région Nord-Pas-de-Calais, conçu par la direction régionale de l'Environnement, de l'Aménagement et du Logement (DREAL),. Ce paysage, qui concerne 98 communes, se délimite : à l’Ouest par des falaises qui, avec le recul de la mer, ont donné naissance aux bas-champs ourlées de dunes ; au Nord par la boutonnière du Boulonnais ; au sud par le vaste plateau formé par la vallée de l’Authie, et à l’Est par les paysages du Ternois et de Haut-Artois. Ce paysage régional, avec, dans son axe central, la vallée de la Canche et ses nombreux affluents comme la Course, la Créquoise, la Planquette…, offre une alternance de vallées et de plateaux, appelée « ondulations montreuilloises ». Dans ce paysage, et plus particulièrement sur les plateaux, on cultive la betterave sucrière, le blé et le maïs, et les plateaux entre la Ternoise et la Créquoise sont couverts de vastes massifs forestiers comme la forêt d'Hesdin, les bois de Fressin, Sains-lès-Fressin, Créquy….

### Milieux naturels et biodiversité

#### Zones naturelles d'intérêt écologique, faunistique et floristique
L’inventaire des zones naturelles d'intérêt écologique, faunistique et floristique (ZNIEFF) a pour objectif de réaliser une couverture des zones les plus intéressantes sur le plan écologique, essentiellement dans la perspective d’améliorer la connaissance du patrimoine naturel national et de fournir aux différents décideurs un outil d’aide à la prise en compte de l’environnement dans l’aménagement du territoire.
Le territoire communal comprend deux ZNIEFF de type 1 :
- la vallée de la Course à l'aval d'Enquin-sous-Baillon. Le périmètre de la ZNIEFF présente un réseau hydrographique complexe associant plusieurs cours d’eau (Course, Bimoise, Baillons, rivière des Fontaines…) et de nombreuses sources, ainsi que des plans d’eau d’origine artificielle (ballastières, cressonnières, piscicultures, mares de chasse)[14] ;
- la forêt et pelouse de Montcavrel. C'est l’un des rares grands massifs forestiers du Montreuillois. Il se situe dans le haut Pays d’Artois, dans un secteur de plateau densément disséqué par un réseau de vallées pérennes et de vallées sèches, à la charnière de trois bassins versants : la Baillonne au nord, la Course à l’ouest et la Bimoise au sud/sud-est[15].

et une ZNIEFF de type 2 : la vallée de la Course. Elle se situe dans le pays de Montreuil et plus précisément dans l’entité paysagère des ondulations montreuilloises.

Carte des ZNIEFF de type 1 et 2 sur la commune
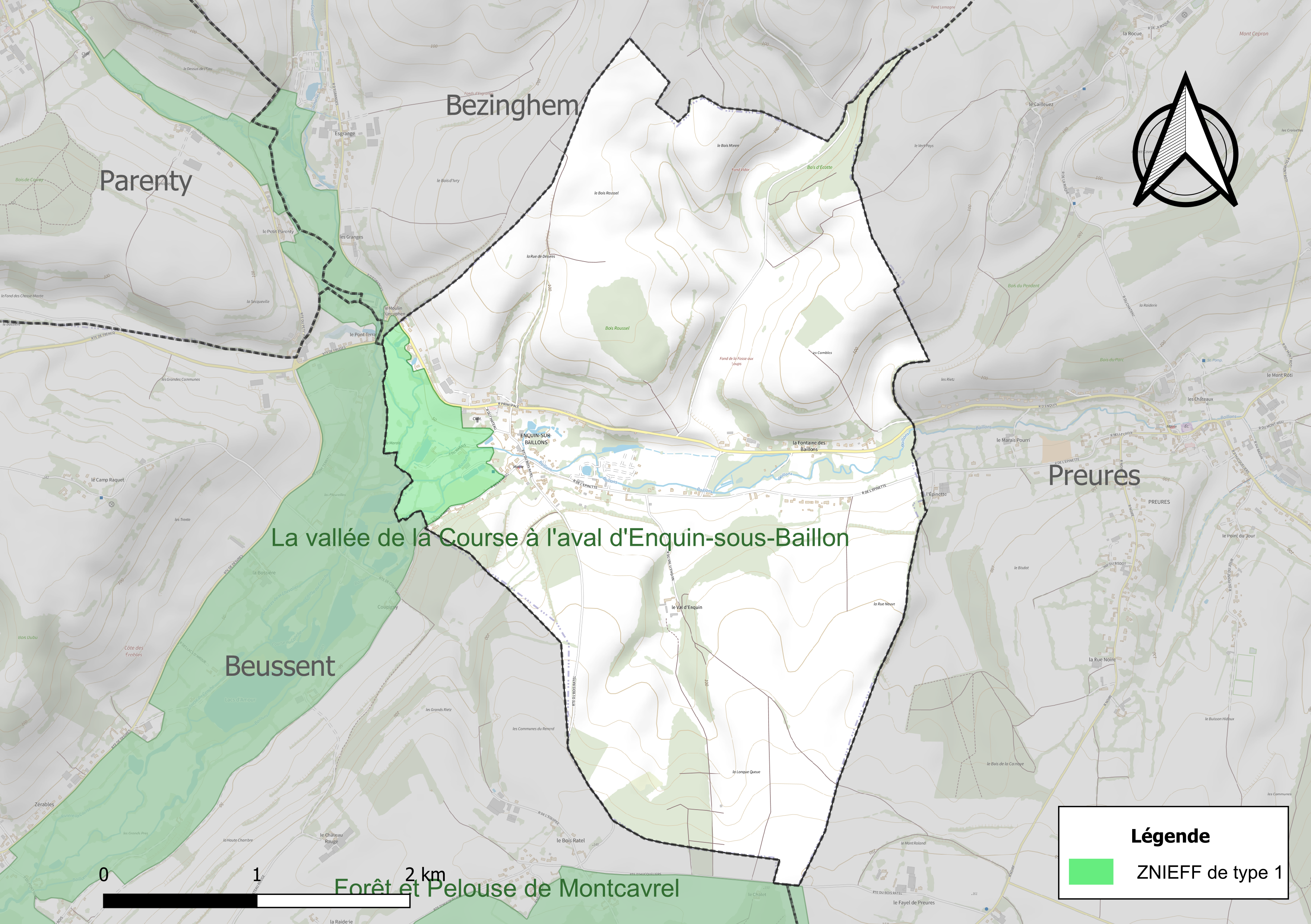
Carte des ZNIEFF de type 1 sur la commune.
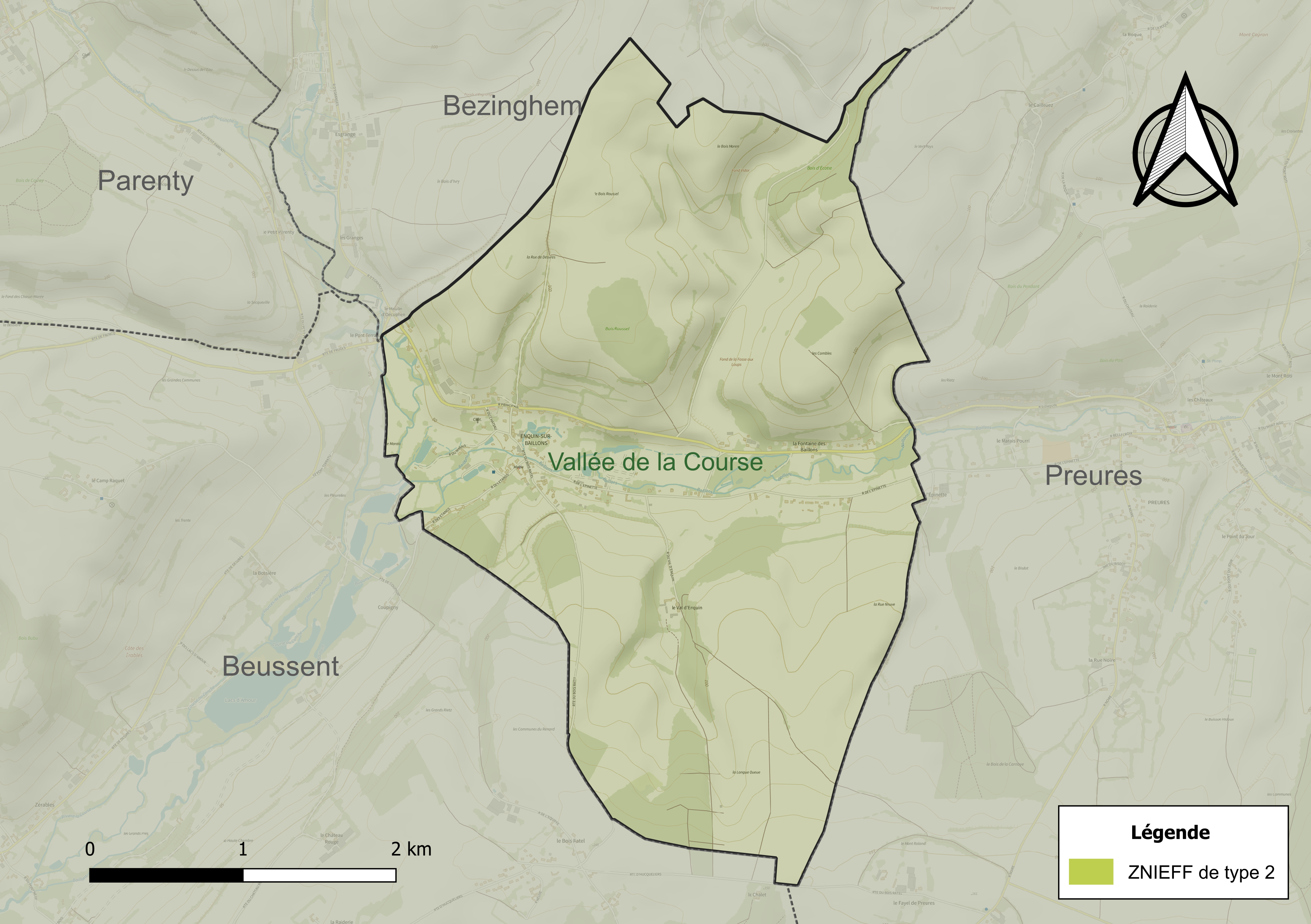
Carte de la ZNIEFF de type 2 sur la commune.

## Urbanisme

### Typologie
Au 1er janvier 2024, Enquin-sur-Baillons est catégorisée commune rurale à habitat dispersé, selon la nouvelle grille communale de densité à sept niveaux définie par l'Insee en 2022.
Elle est située hors unité urbaine et hors attraction des villes,.

### Occupation des sols
L'occupation des sols de la commune, telle qu'elle ressort de la base de données européenne d’occupation biophysique des sols Corine Land Cover (CLC), est marquée par l'importance des territoires agricoles (90,4 % en 2018), une proportion sensiblement équivalente à celle de 1990 (90,8 %). La répartition détaillée en 2018 est la suivante : 
terres arables (62,7 %), prairies (27,7 %), forêts (5 %), zones urbanisées (4,6 %). L'évolution de l’occupation des sols de la commune et de ses infrastructures peut être observée sur les différentes représentations cartographiques du territoire : la carte de Cassini (XVIIIe siècle), la carte d'état-major (1820-1866) et les cartes ou photos aériennes de l'IGN pour la période actuelle (1950 à aujourd'hui).

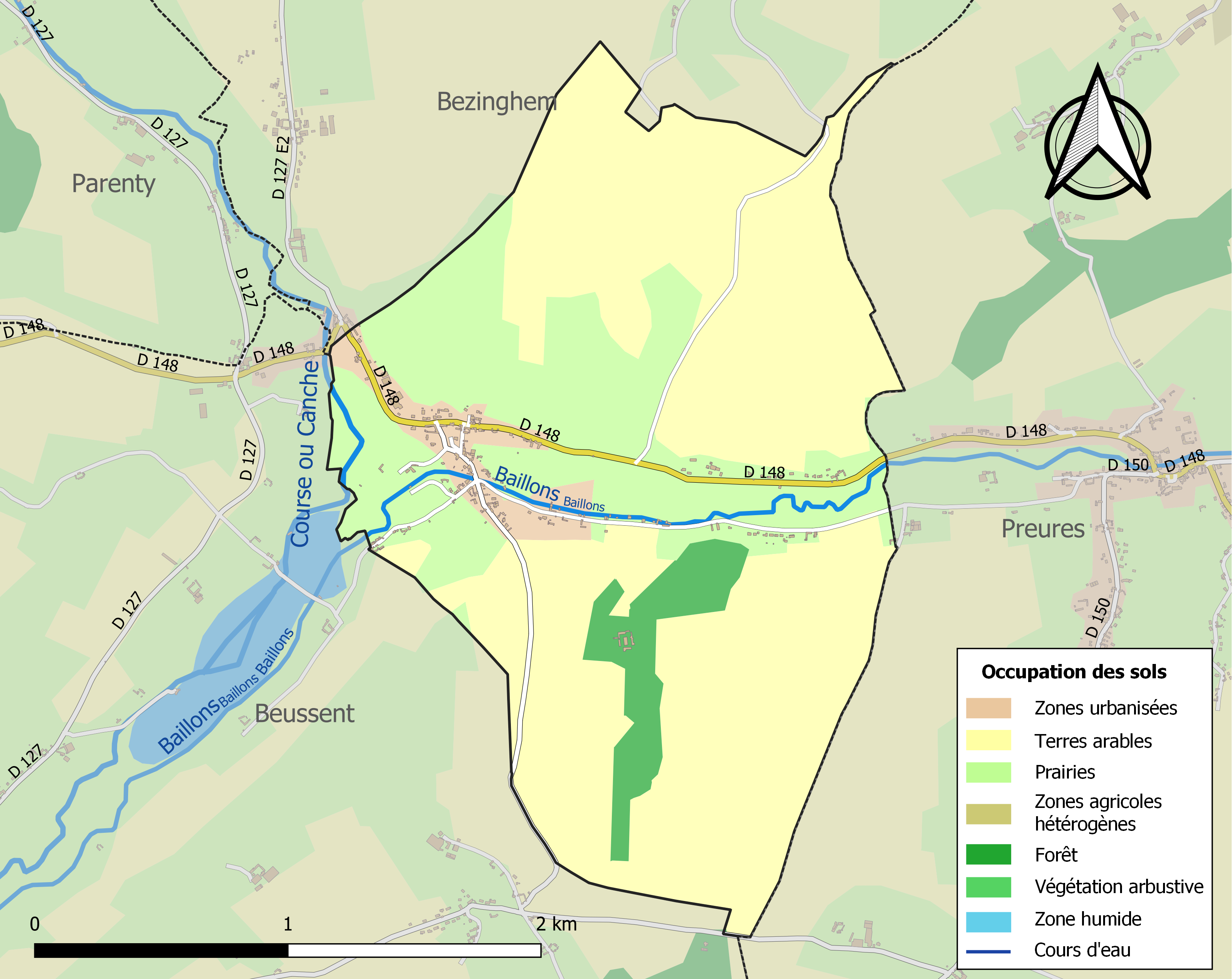
Carte des infrastructures et de l'occupation des sols de la commune en 2018 (CLC).

### Voies de communication et transports

#### Voies de communication
La commune est desservie par la route départementale D 148.

#### Transport ferroviaire
La commune se trouve à 16 km, au nord, de la gare de Montreuil-sur-Mer, située sur la ligne de Saint-Pol-sur-Ternoise à Étaples, desservie par des trains TER Hauts-de-France.
La commune était située sur la ligne de chemin de fer Aire-sur-la-Lys - Berck-Plage, une ancienne ligne de chemin de fer qui reliait dans le département du Pas de Calais, entre 1893 et 1955, Aire-sur-la-Lys à Berck.

### Risques naturels et technologiques

#### Risque inondation
À la suite du passage des tempêtes Ciarán, Domingos et Elisa et des inondations et coulées de boue qui se sont produites, la commune est reconnue, par arrêté du 14 novembre 2023, en état de catastrophe naturelle pour inondations et coulées de boue sur la période du 2 au 12 novembre 2023, comme 179 autres communes du département.

## Toponymie
Le nom de la localité est attesté sous les formes Enchin en 1170 ; Enkin de 1217 à 1368 ; Enkyn en 1248 ; Enequin en 1632, Enquin en 1793 ; Enquin en 1801 et Enquin-sur-Baillons depuis 1905.
Vient du nom d'homme germanique Inguinus.
Le Baillons est un des cours d'eau qui traverse le village.

## Politique et administration

### Découpage territorial
La commune se trouve dans l'arrondissement de Montreuil du département du Pas-de-Calais, depuis 1801.

#### Commune et intercommunalités
La commune est membre de la communauté de communes du Haut Pays du Montreuillois.

#### Circonscriptions administratives
La commune est rattachée au canton de Lumbres. Avant le redécoupage cantonal de 2014, elle était, depuis 1801, rattachée au canton de Hucqueliers.

#### Circonscriptions électorales
Pour l'élection des députés, la commune fait partie de la quatrième circonscription du Pas-de-Calais.

### Élections municipales et communautaires

#### Liste des maires
| Période                                  | Période                       | Identité           | Étiquette | Qualité                                              |
| ---------------------------------------- | ----------------------------- | ------------------ | --------- | ---------------------------------------------------- |
| Les données manquantes sont à compléter. |                               |                    |           |                                                      |
| 1981                                     | 1995                          | Paul Valencourt    |           |                                                      |
| 1995                                     | 2020                          | Francis Séneschal  | DVG       | Agriculteur retraité Réélu pour le mandat 2014-2020, |
| 27 mai 2020                              | En cours (au 15 février 2022) | Pierre-André Leleu |           | Ancien cadre,                                        |

## Équipements et services publics

### Enseignement
La commune est située dans l'académie de Lille et dépend, pour les vacances scolaires, de la zone B.
La commune administre, en regroupement pédagogique intercommunal (RPI), l'école élémentaire des Ballons.

### Justice, sécurité, secours et défense
La commune dépend du tribunal de proximité de Montreuil-sur-Mer, du conseil de prud'hommes de Boulogne-sur-Mer, du tribunal judiciaire de Boulogne-sur-Mer, de la cour d'appel de Douai, du tribunal de commerce de Boulogne-sur-Mer, du tribunal administratif de Lille, de la cour administrative d'appel de Douai, du pôle nationalité du tribunal judiciaire de Boulogne-sur-Mer et du tribunal pour enfants de Boulogne-sur-Mer.

## Population et société

### Démographie
Les habitants sont appelés les Enquinois.

#### Évolution démographique
L'évolution du nombre d'habitants est connue à travers les recensements de la population effectués dans la commune depuis 1793. Pour les communes de moins de 10 000 habitants, une enquête de recensement portant sur toute la population est réalisée tous les cinq ans, les populations de référence des années intermédiaires étant quant à elles estimées par interpolation ou extrapolation. Pour la commune, le premier recensement exhaustif entrant dans le cadre du nouveau dispositif a été réalisé en 2006.

En 2022, la commune comptait 243 habitants, en évolution de −13,21 % par rapport à 2016 (Pas-de-Calais : −0,72 %, France hors Mayotte : +2,11 %).
| 1793 | 1800 | 1806 | 1821 | 1831 | 1836 | 1841 | 1846 | 1851 |
| ---- | ---- | ---- | ---- | ---- | ---- | ---- | ---- | ---- |
| 176  | 168  | 69   | 165  | 173  | 174  | 168  | 182  | 166  |

| 1856 | 1861 | 1866 | 1872 | 1876 | 1881 | 1886 | 1891 | 1896 |
| ---- | ---- | ---- | ---- | ---- | ---- | ---- | ---- | ---- |
| 153  | 164  | 188  | 200  | 201  | 178  | 154  | 168  | 169  |

| 1901 | 1906 | 1911 | 1921 | 1926 | 1931 | 1936 | 1946 | 1954 |
| ---- | ---- | ---- | ---- | ---- | ---- | ---- | ---- | ---- |
| 185  | 192  | 199  | 177  | 168  | 172  | 194  | 217  | 170  |

| 1962 | 1968 | 1975 | 1982 | 1990 | 1999 | 2006 | 2011 | 2016 |
| ---- | ---- | ---- | ---- | ---- | ---- | ---- | ---- | ---- |
| 143  | 153  | 152  | 156  | 159  | 173  | 196  | 251  | 280  |

| 2021 | 2022 | - | - | - | - | - | - | - |
| ---- | ---- | - | - | - | - | - | - | - |
| 256  | 243  | - | - | - | - | - | - | - |

#### Pyramide des âges
En 2018, le taux de personnes d'un âge inférieur à 30 ans s'élève à 37,9 %, soit au-dessus de la moyenne départementale (36,7 %). À l'inverse, le taux de personnes d'âge supérieur à 60 ans est de 23,6 % la même année, alors qu'il est de 24,9 % au niveau départemental.
En 2018, la commune comptait 130 hommes pour 149 femmes, soit un taux de 53,41 % de femmes, légèrement supérieur au taux départemental (51,5 %).
Les pyramides des âges de la commune et du département s'établissent comme suit.
| Hommes | Classe d’âge | Femmes |
| ------ | ------------ | ------ |
| 0,0    | 90 ou +      | 1,3    |
| 6,2    | 75-89 ans    | 8,7    |
| 18,5   | 60-74 ans    | 12,7   |
| 16,2   | 45-59 ans    | 20,0   |
| 22,3   | 30-44 ans    | 18,7   |
| 13,1   | 15-29 ans    | 14,0   |
| 23,8   | 0-14 ans     | 24,7   |

| Hommes | Classe d’âge | Femmes |
| ------ | ------------ | ------ |
| 0,5    | 90 ou +      | 1,6    |
| 5,6    | 75-89 ans    | 8,9    |
| 16,7   | 60-74 ans    | 18,1   |
| 20,2   | 45-59 ans    | 19,2   |
| 18,9   | 30-44 ans    | 18,1   |
| 18,2   | 15-29 ans    | 16,2   |
| 19,9   | 0-14 ans     | 17,9   |

### Manifestations culturelles et festivités
La balade gourmande de la vallée de la Course est organisée, depuis 2018, le lundi de Pâques, avec les comités des fêtes d’Enquin-sur-Baillons et de Bezinghem, de la carabine beussentoise et du foyer rural de Preures. Cette balade pédestre, qui a déjà regroupé 1 000 participants, consiste en une boucle balisée de 12 km, au cœur des paysages de ces communes, entrecoupée de pauses gastronomiques avec des produits locaux.
En avril 2022, est organisée la première « fête du cresson » qui a attiré plus de 500 visiteurs. La nouvelle confrérie du cresson a été intronisée et, Guy Savary, grand maître de la confrérie de la dinde de Licques, a adoubé Pierre-André Leleu, le maire de la commune.
La commune participe à la manifestation « Les étincelles de la vallée de la Course », qui se déroule chaque année à la mi-août dans quinze villages de la vallée et où les visiteurs découvrent les illuminations et les animations de la vallée,.

## Économie

### Entreprises et commerces
La commune est l'initiatrice de la relance de la culture du cresson dans le montreuillois. Les cressonnières sont exploités par une association et par un privé. cette activité connaît des débouchés chez les restaurateurs, les distributeurs et pour la vente sur place.

## Culture locale et patrimoine

### Lieux et monuments

#### Sites classés
Un site classé ou inscrit est un espace (naturel, artistique, historique…) profitant d'une conservation en l'état (entretien, restauration, mise en valeur...) ainsi que d'une préservation de toutes atteintes graves (destruction, altération, banalisation...) en raison de son caractère remarquable au plan paysager. Un tel site justifie un suivi qualitatif, notamment effectué via une autorisation préalable pour tous travaux susceptibles de modifier l'état ou l'apparence du territoire protégé.
Dans ce cadre, la commune présente deux sites : 
- les 18 arbres en bordure du mur d'enceinte de la propriété de M. du Blaiseul et les 18 tilleuls plantés le long du mur à l'intérieur du cimetière, classé par décret du 27 mai 1932 ;
- Les neuf tilleuls formant avenue près de l'église, classé par décret du 4 juin 1934[46].

#### Monuments
- L'église Saint-Sylvestre. Elle héberge un élément patrimonial classé au titre d'objet des monuments historiques depuis le 1er février 1911, la statue de saint Druon[47].

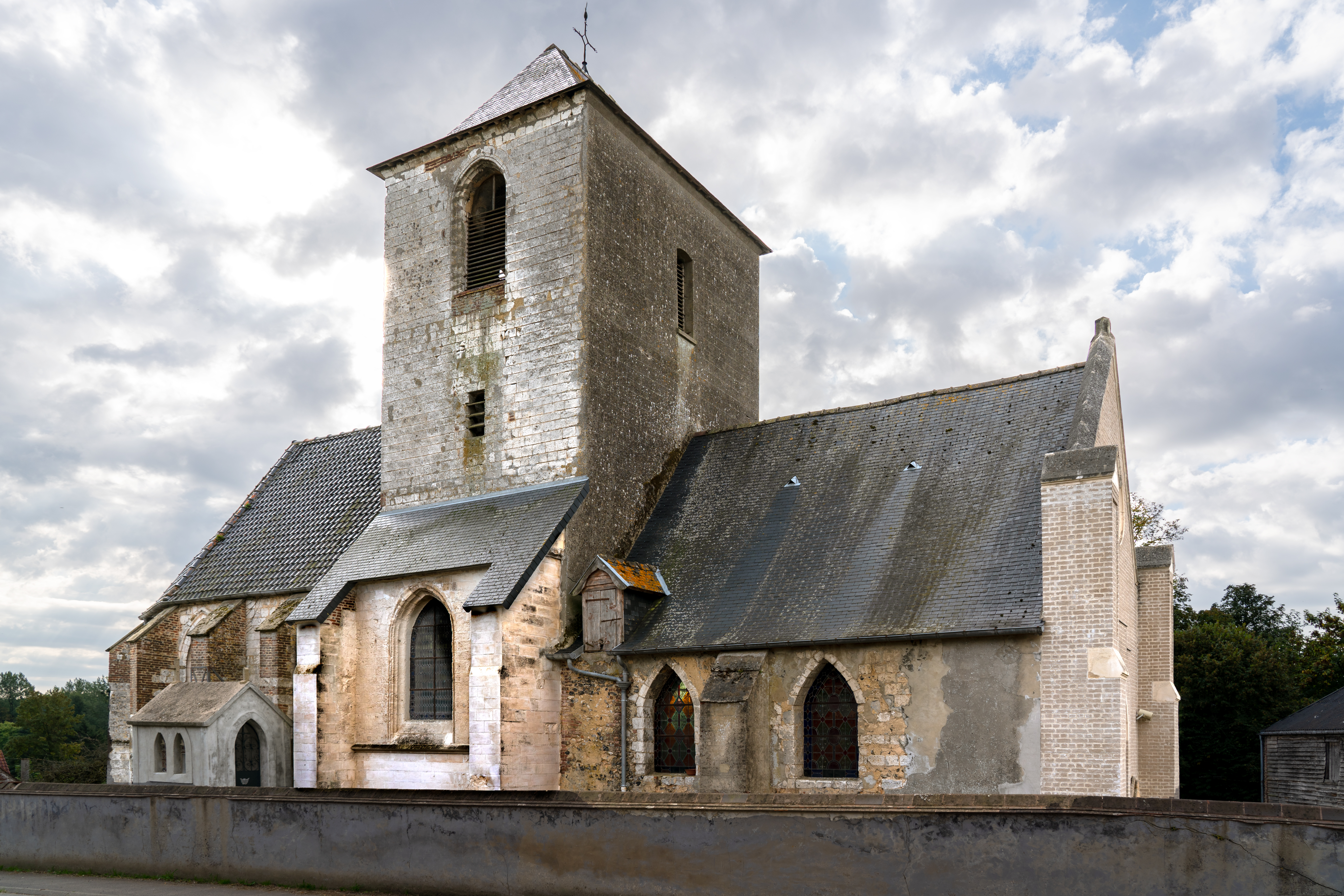
La vue de la D148.
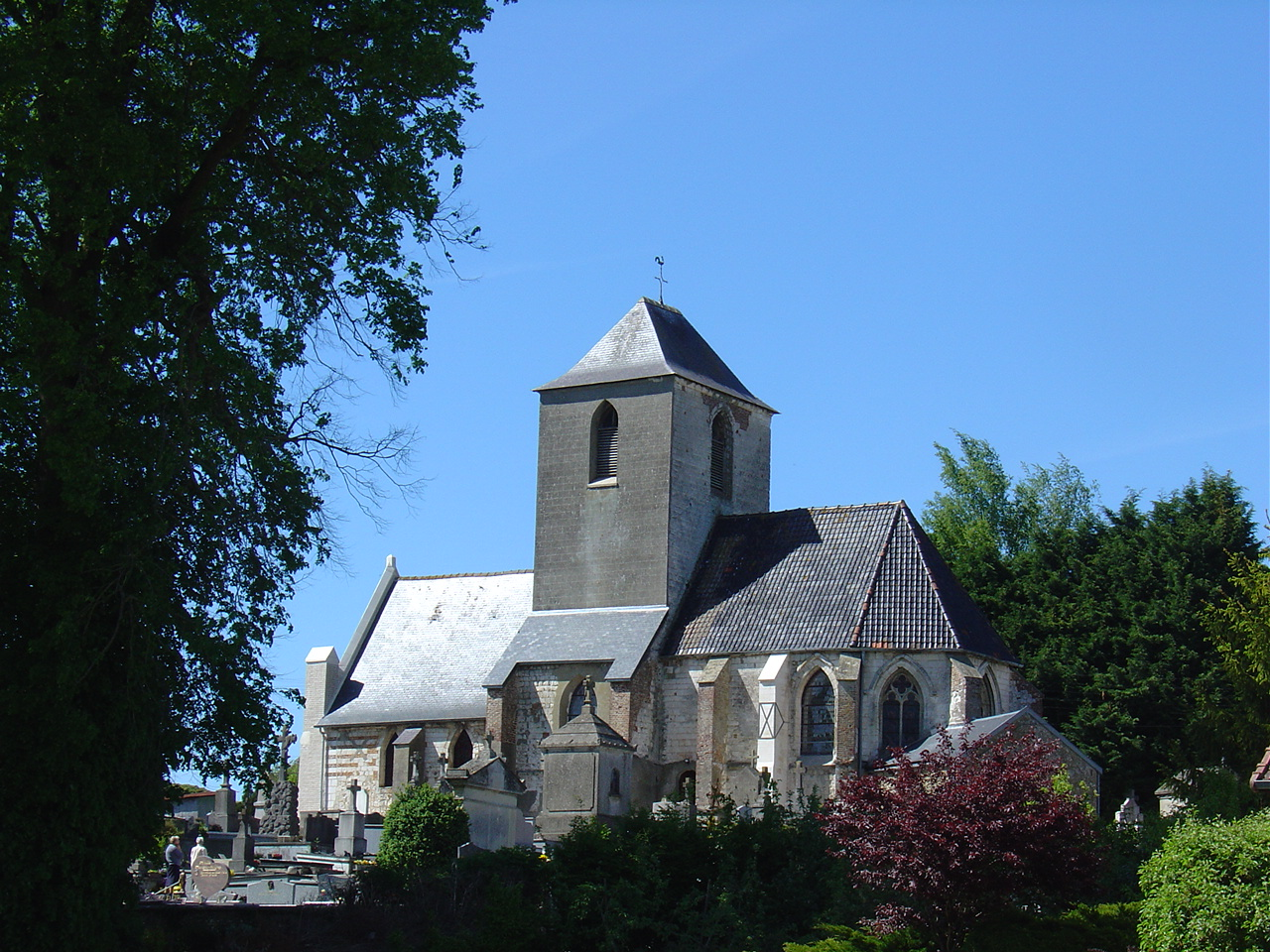
La vue de la rue du château.
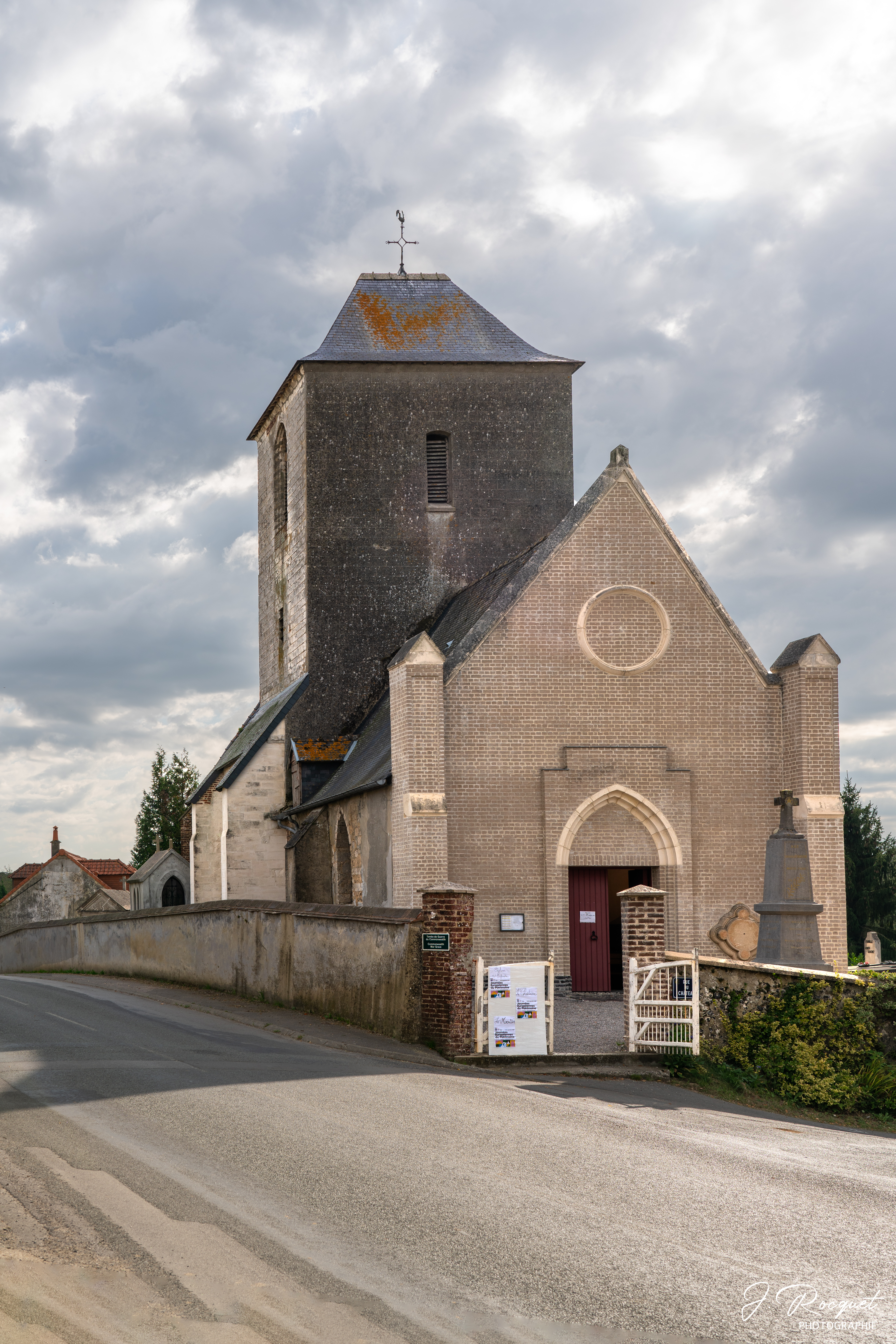
L'entrée.
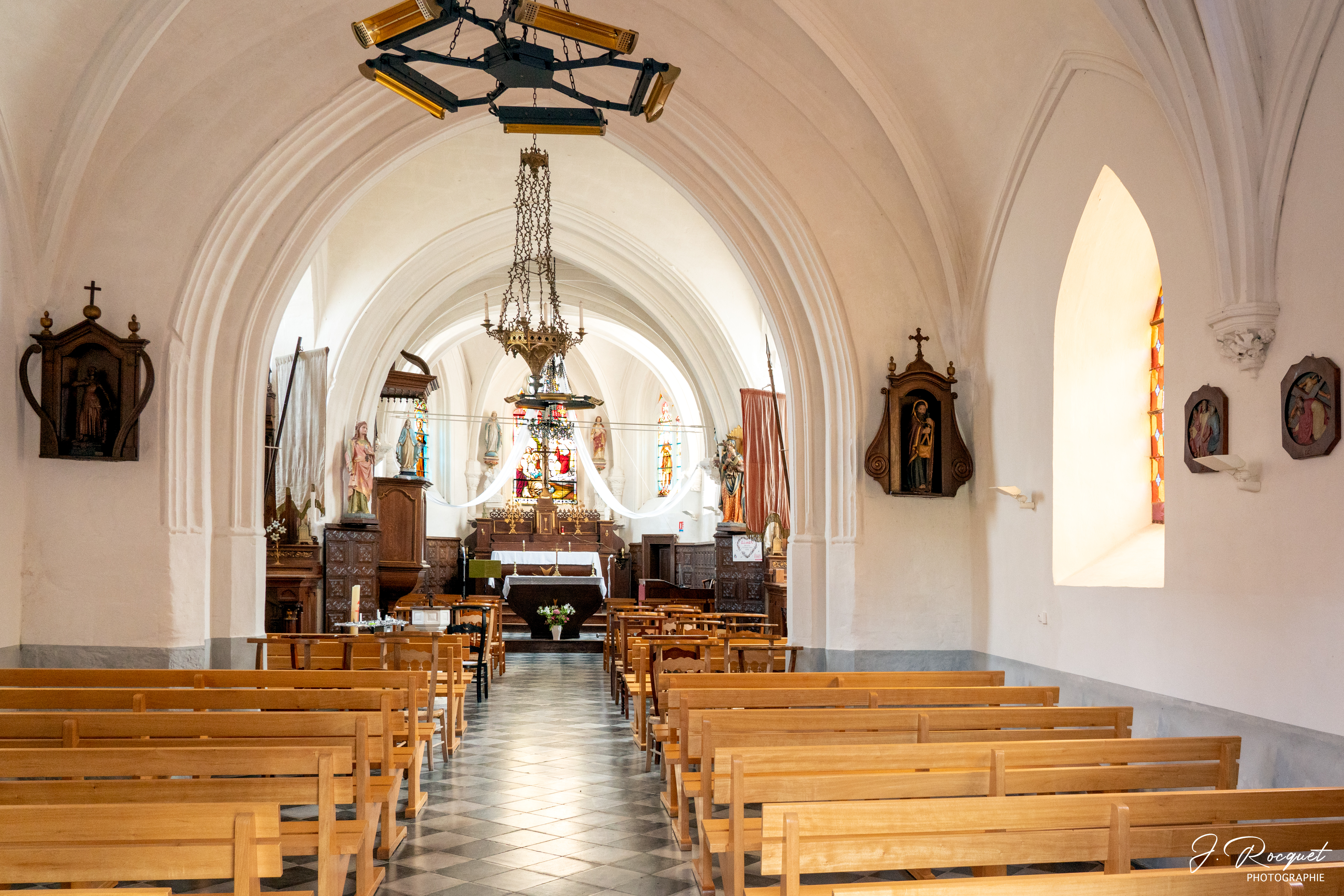
La nef et le chœur.
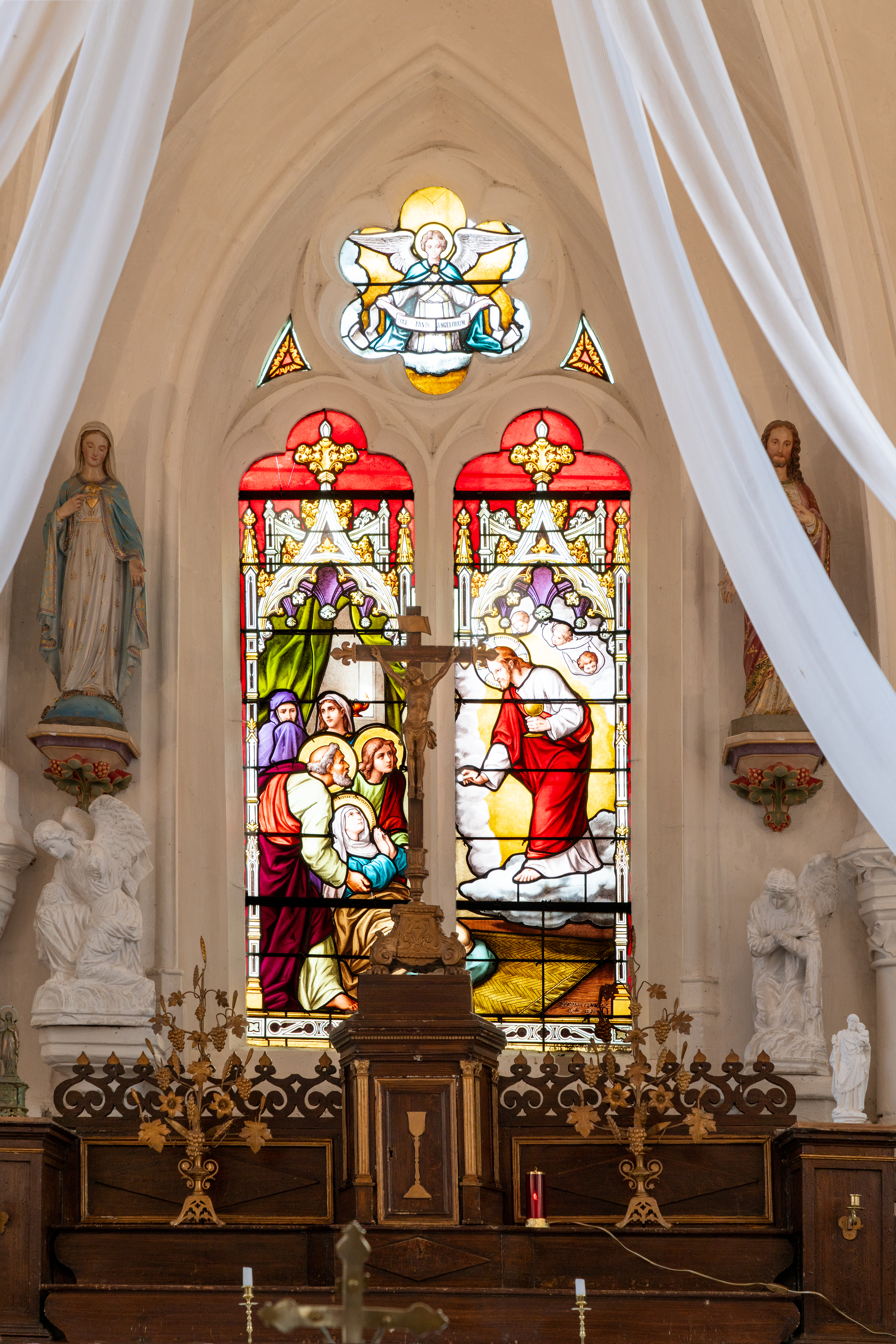
Le chœur.

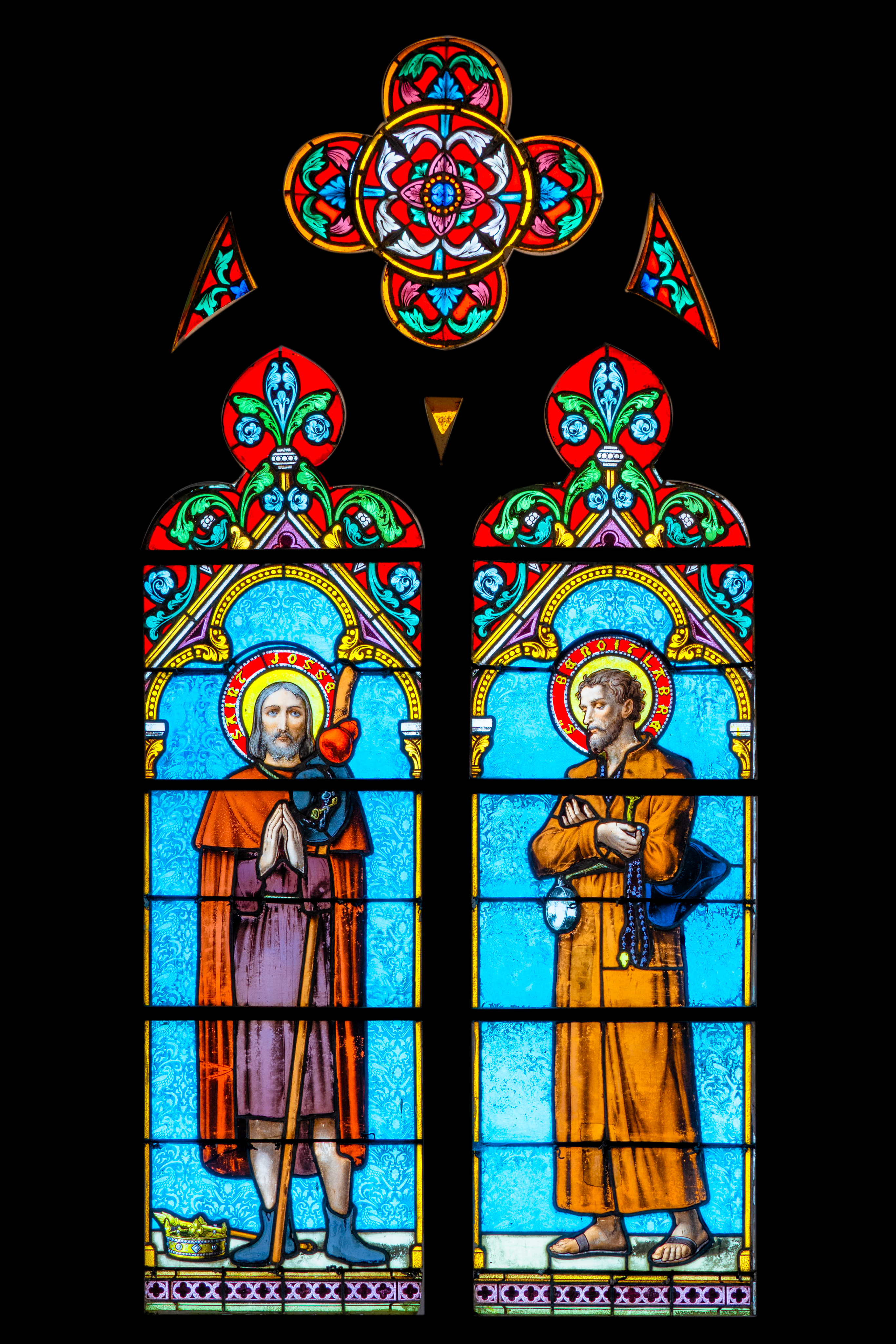
saint Josse et saint Benoît Labre.
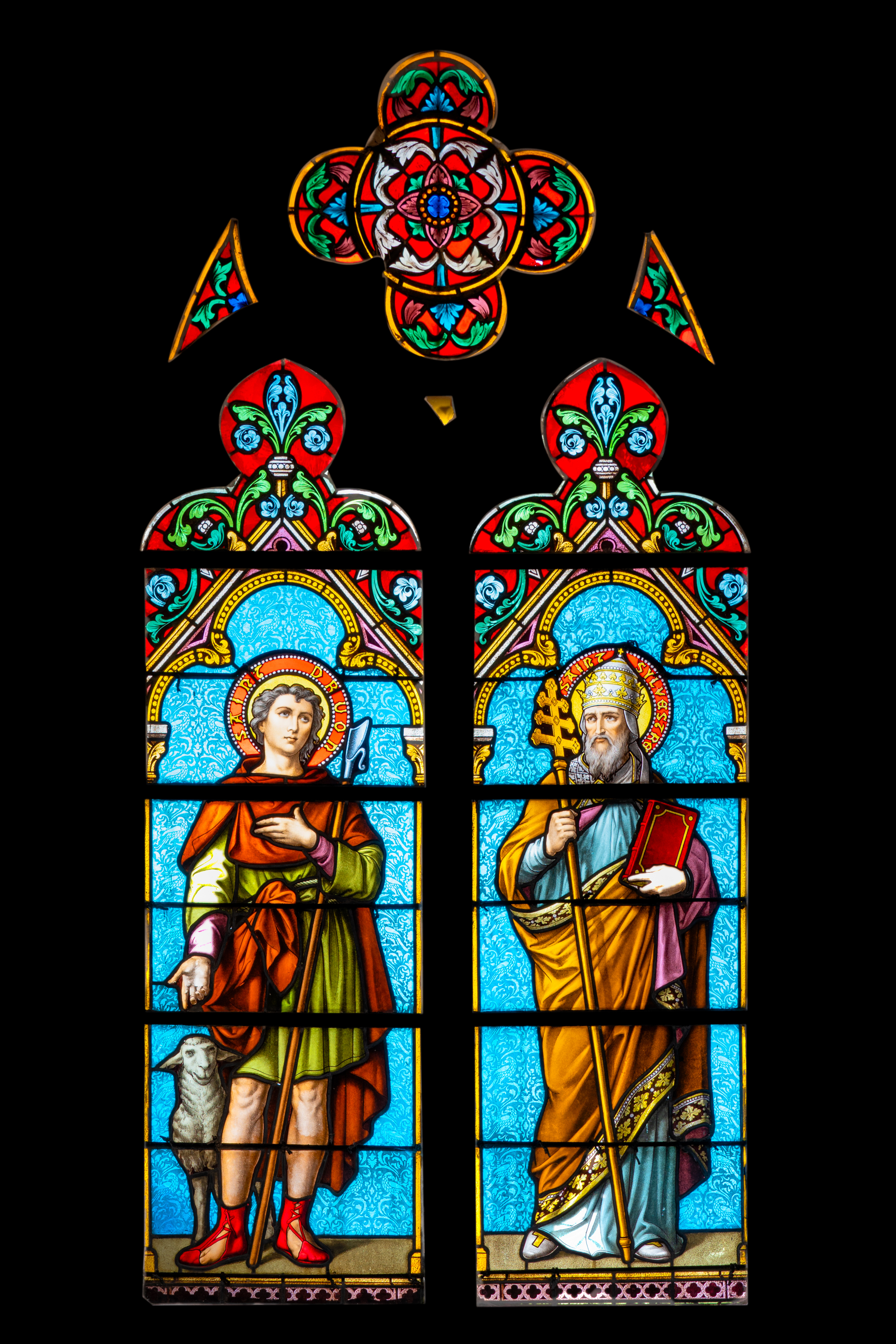
saint Druon et saint Sylvestre.

- Le monument aux morts[48].
- Le château.
- L'ancienne gare de la ligne de chemin de fer Aire-sur-la-Lys - Berck-Plage.

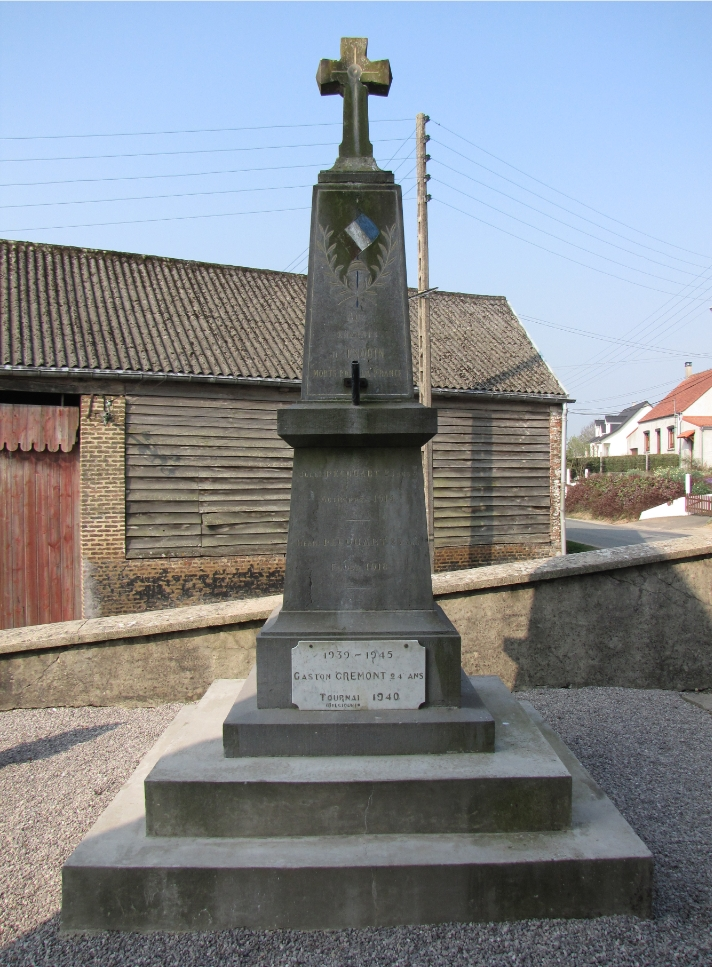
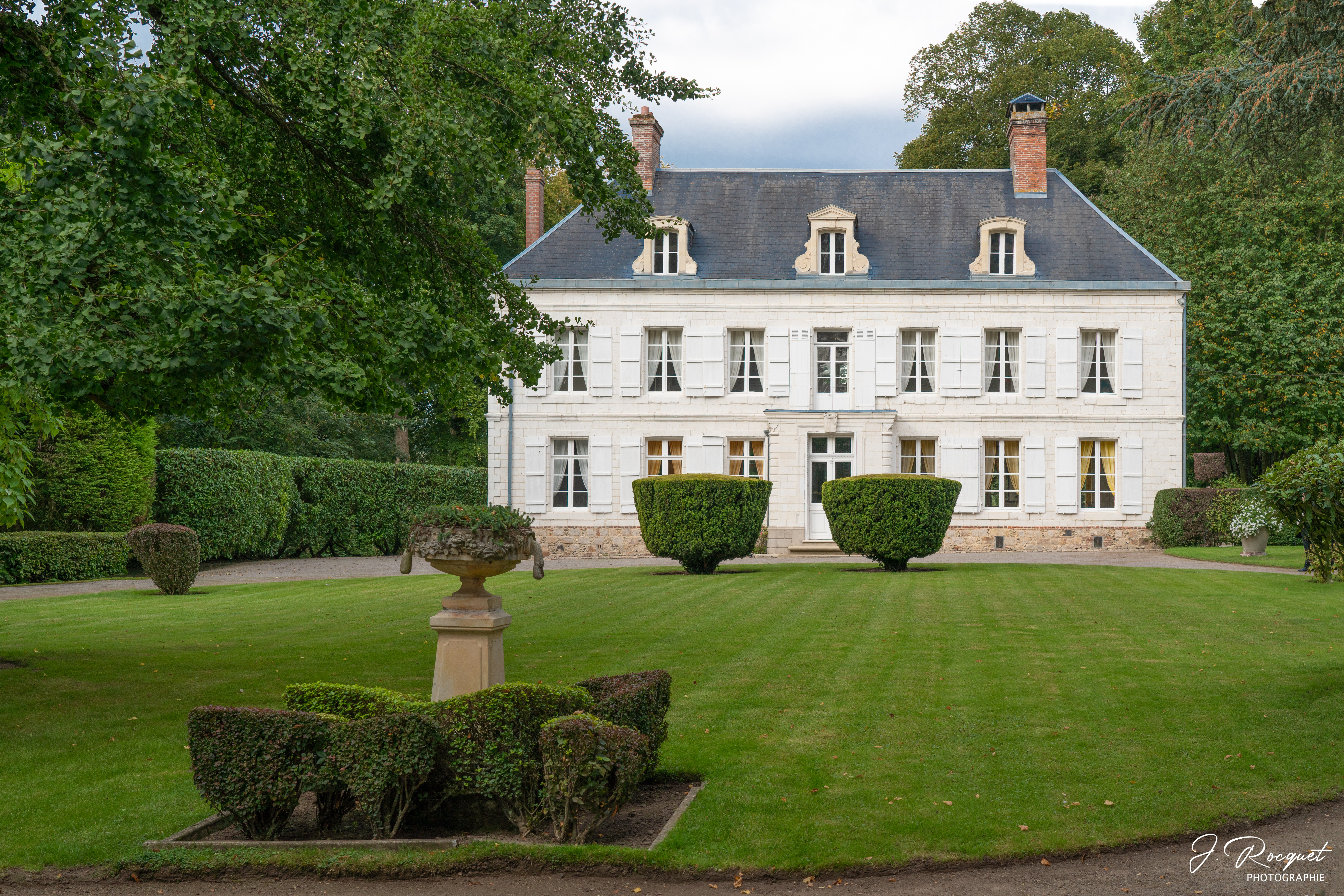
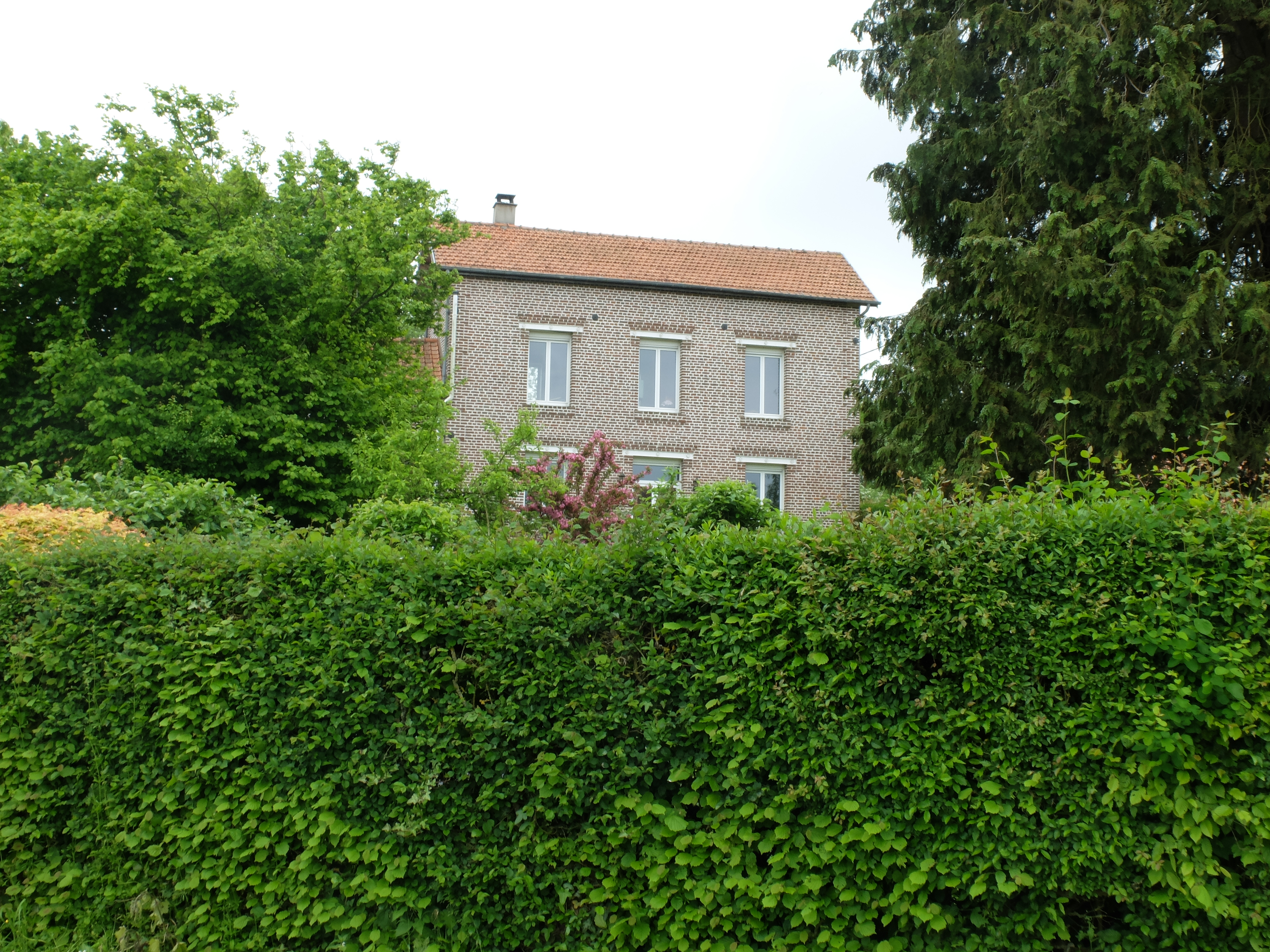
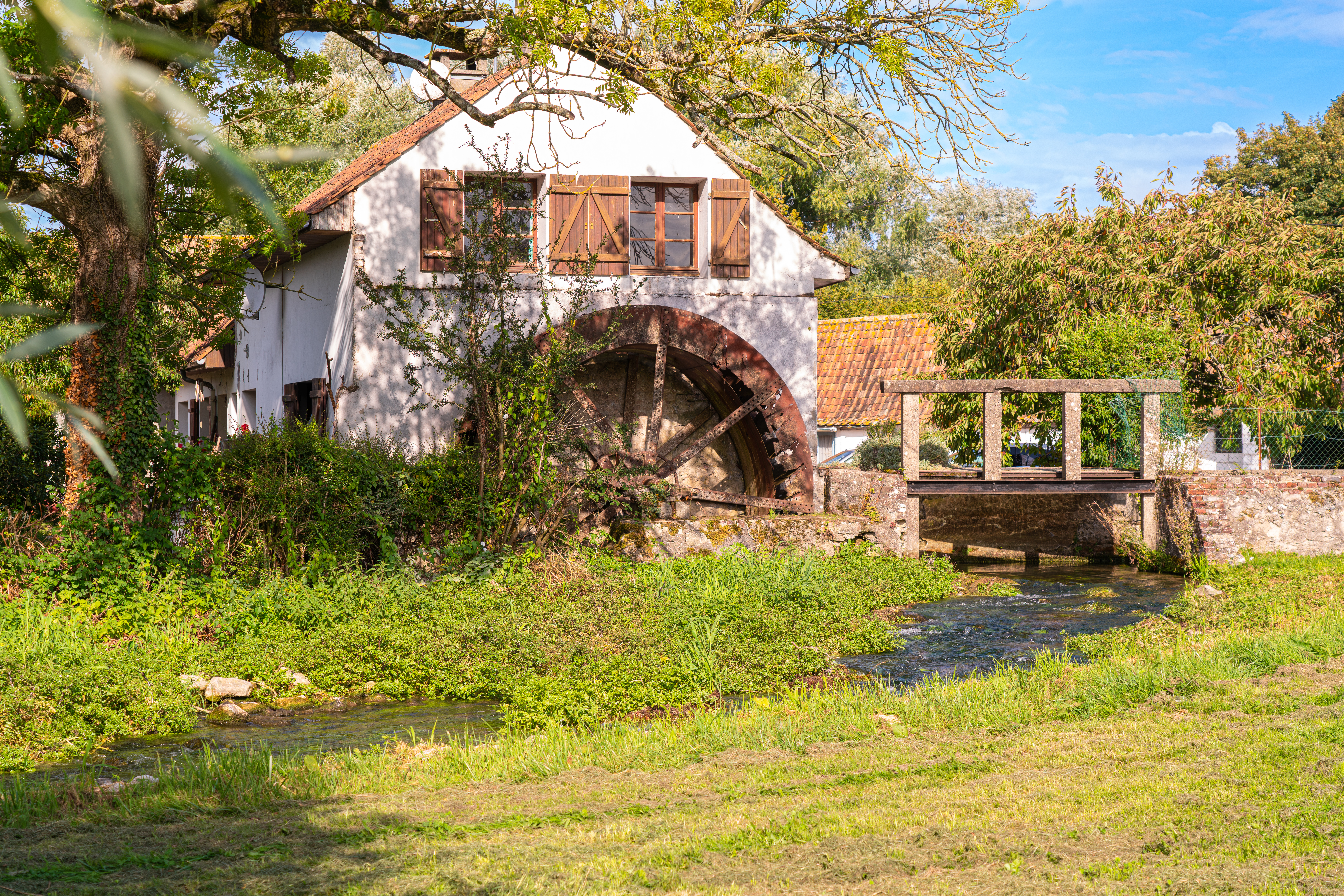

- Le Moulin.

### Héraldique
| Blason de Enquin-sur-Baillons | Blason  | D'azur à la truite contournée d'or courbée en pal engoulant un hameçon et son fil du même mouvant du flanc senestre.                                       |
| Blason de Enquin-sur-Baillons | Détails | Évoque la richesse en truites des étangs et du cours d'eau traversant la commune, le Baillons affluent de la Course. Adopté par la municipalité vers 1996. |

## Pour approfondir

#### Bases de données, dictionnaires et encyclopédies
- Ressources relatives à la géographie :   - Insee (communes)
  - Ldh/EHESS/Cassini
- Ressource relative à plusieurs domaines :   - Annuaire du service public français
- Notices d'autorité :   - VIAF
  - BnF (données)
  - IdRef